# Luc Lavandier
Luc Lavandier est un acteur, écrivain et dessinateur français né le 29 septembre 1965.

## Filmographie

### Télévision
- 1985 : Esclave et Pharaon, téléfilm de Patrick Meunier : le Pharaon
- 1989 : Orages d'été (saison 1)
- 1993 : Navarro (saison 5, épisode 4 Le Contrat) : Alex
- 1994 : Un jour avant l'aube de Jacques Ertaud
- 1994 : Maigret : Maigret se trompe de Joyce Buñuel
- 1994 : Les Cordier, juge et flic (saison 2, 1 épisode Combinaison mortelle) : Nicky Dechelette
- 1996 : Navarro (saison 8, 1 épisode La Trahison de Ginou) : Robert simon
- 1997 : Navarro (saison 9, 1 épisode Regrettable Incident) : Franck
- 1997 : Une femme d'honneur (saison 1, 1 épisode Mémoire Perdue) : Édouard Luchet
- 1997 : Julie Lescaut, épisode 5 saison 6, Mort d'un petit soldat de Charlotte Brandström : Lieutenant Martin
- 1998 : Les Grands Enfants, téléfilm de Denys Granier-Deferre : Norbert
- 2000-2001 : Commissaire Moulin (saison 6, 1 épisode Le Petit Homme)
- 2001 : Les Cordier, juge et flic (saison 8, 1 épisode Faux-semblants) : Alex Naron
- 2001 : Quai numéro un (saison 4)
- 2001 : PJ (saison 5, épisode 12 Mauvais traitements)
- 2002 : Julie Lescaut (saison 11, épisode 2  Amour blessé de Klaus Biedermann) : Velmont
- 2003 : Avocats et Associés (saison 7)
- 2003 : Le Prix de l'honneur, téléfilm de Gérard Marx : David Kremer
- 2004 : Commissaire Valence (saison 1), 1 épisode Machination) : Joël Lissner
- 2008 : Flics (saison 1)
- 2014 : Une famille formidable, épisodes 1, 3 et 4 saison 11 : Un cadavre encombrant / Quel Cirque ! / Jacques et son double : Antoine

### Cinéma
- 1986 : Poussière d'ange : Gabriel Spielmacker
- 1987 : Travelling avant
- 1990 : Aux yeux du monde
- 1991 : Dien Bien Phu : Sergent du détachement de partisans Thaïs
- 1997 : Clubbed to Death (Lola)
- 2007 : Contre-enquête

## Publications
- Ma femme s'appelle Mowgli, Bordeaux, éditions Tabhata, 2015  (ISBN 978-2-9554811-0-3).

## Expositions
- 2021 : Exposition Dar Souiri, Essaouira[2]